# Мошоринська волость
Мошоринська волость — історична адміністративно-територіальна одиниця Олександрійського повіту Херсонської губернії.
Станом на 1886 рік складалася з єдиного поселення, єдиної сільської громади. Населення — 3359 осіб (1675 чоловічої статі та 1684 — жіночої), 536 дворових господарств.
|                     | Площа, десятин | У тому числі орної, дес. |
| ------------------- | -------------- | ------------------------ |
| Сільських громад    | 6204           | 6064                     |
| Приватної власності | —              | —                        |
| Казенної власності  | 274            | 108                      |
| Іншої власності     | 60             | 30                       |
| Загалом             | 6538           | 6202                     |

Поселення волості:
- Мошорине (Бешка) — село при річці Бешка за 30 верст від повітового міста, 3359 осіб, 536 дворів, православна церква, школа та 9 лавок.
- Зарудні Байраки